# Morpholeria gobiense
Morpholeria gobiense är en tvåvingeart som beskrevs av Gorodkov 1974. Morpholeria gobiense ingår i släktet Morpholeria och familjen myllflugor.
Artens utbredningsområde är Mongoliet. Inga underarter finns listade i Catalogue of Life.